# National Football League 1952
La stagione NFL 1952 fu la 33ª stagione sportiva della National Football League, la massima lega professionistica statunitense di football americano. La finale del campionato si disputò il 28 dicembre 1952 al Stadium di Cleveland, in Ohio e vide la vittoria dei Detroit Lions sui Cleveland Browns per 17 a 7. La stagione iniziò il 28 settembre 1952 e si concluse con il Pro Bowl 1953 che si tenne il 10 gennaio al Los Angeles Memorial Coliseum.
La stagione fu l'ultima disputata con le Conference denominate American e National. Inoltre, prima dell'inizio della stagione, il proprietario dei New York Yanks Ted Collins rivendette i diritti della franchigia alla NFL. Qualche settimana dopo tali diritti vennero acquistati ad un gruppo di Dallas che fondò così la squadra dei Dallas Texans. I diritti di tale squadra però vennero riceduti di nuovo alla lega a metà stagione e, dopo aver concluso con solo una vittoria e 11 sconfitte, la squadra venne ritirata. Questo fu anche l'ultimo ritiro di una franchigia NFL.

## Modifiche alle regole
- Venne deciso che i giocatori d'attacco non fossero sanzionabili per movimento illegale (illegal motion) se non si fossero mossi prima dello snap.
- Venne deciso che la penalità per pass interference di un attaccante fosse di 15 iarde dallo snap precedente tranne che il risultato del quarto down fosse un touchback.
- Venne deciso di sanzionare con l'espulsione un giocatore che commetta un evidente atto anti-sportivo.

## Stagione regolare
La stagione regolare si svolse in 12 giornate, iniziò il 28 settembre e terminò il 14 dicembre 1952.

### Risultati della stagione regolare
- V = Vittorie, S = Sconfitte, P = Pareggi, PCT = Percentuale di vittorie, PF = Punti Fatti, PS = Punti Subiti
- Nota: nelle stagioni precedenti al 1972 i pareggi non venivano conteggiati nel calcolo della percentuale di vittorie.

| American Conference |   |   |   |     |     |     |
| Squadra             | V | S | P | PCT | PF  | PS  |
| Cleveland Browns    | 8 | 4 | 0 | 667 | 310 | 213 |
| New York Giants     | 7 | 5 | 0 | 583 | 234 | 231 |
| Philadelphia Eagles | 7 | 5 | 0 | 583 | 252 | 271 |
| Pittsburgh Steelers | 5 | 7 | 0 | 417 | 300 | 273 |
| Chicago Cardinals   | 4 | 8 | 0 | 333 | 172 | 221 |
| Washington Redskins | 4 | 8 | 0 | 333 | 240 | 287 |

| National Conference |   |    |   |     |     |     |
| Squadra             | V | S  | P | PCT | PF  | PS  |
| Detroit Lions       | 9 | 3  | 0 | 750 | 344 | 192 |
| Los Angeles Rams    | 9 | 3  | 0 | 750 | 349 | 234 |
| San Francisco 49ers | 7 | 5  | 0 | 583 | 285 | 221 |
| Green Bay Packers   | 6 | 6  | 0 | 500 | 295 | 312 |
| Chicago Bears       | 5 | 7  | 0 | 417 | 245 | 326 |
| Dallas Texans       | 1 | 11 | 0 | 83  | 182 | 427 |

Nota: Detroit vinse la National Conference dopo uno spareggio con Los Angeles in quanto al tempo non esistevano criteri per stabilire le posizioni in classifica di squadre con la stessa percentuale di vittorie. Lo spareggio, disputato a Detroit il 21 dicembre 1952 si concluse con la vittoria dei Lions per 31 a 21.

## La finale
La finale del campionato si disputò il 28 dicembre 1952 al Cleveland Stadium vide la vittoria dei Detroit Lions sui Cleveland Browns per 17 a 7.

## Vincitore
| Vincitori del campionato NFL 1952 Detroit Lions 2º titolo |